# Устицкий расстрел
Устецкий расстрел (чеш. Ústecký masakr) — массовое убийство этнических немцев Чехословакии, произошедшее 31 июля 1945 года. Согласно новейшим историческим данным, взрыв и последующие события были делом рук чешского провокатора Бедржиха Покорного.

## Ход событий

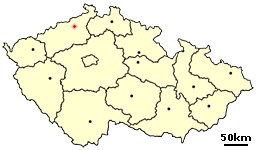
Местоположение города Усти-над-Лабем на карте Чехии

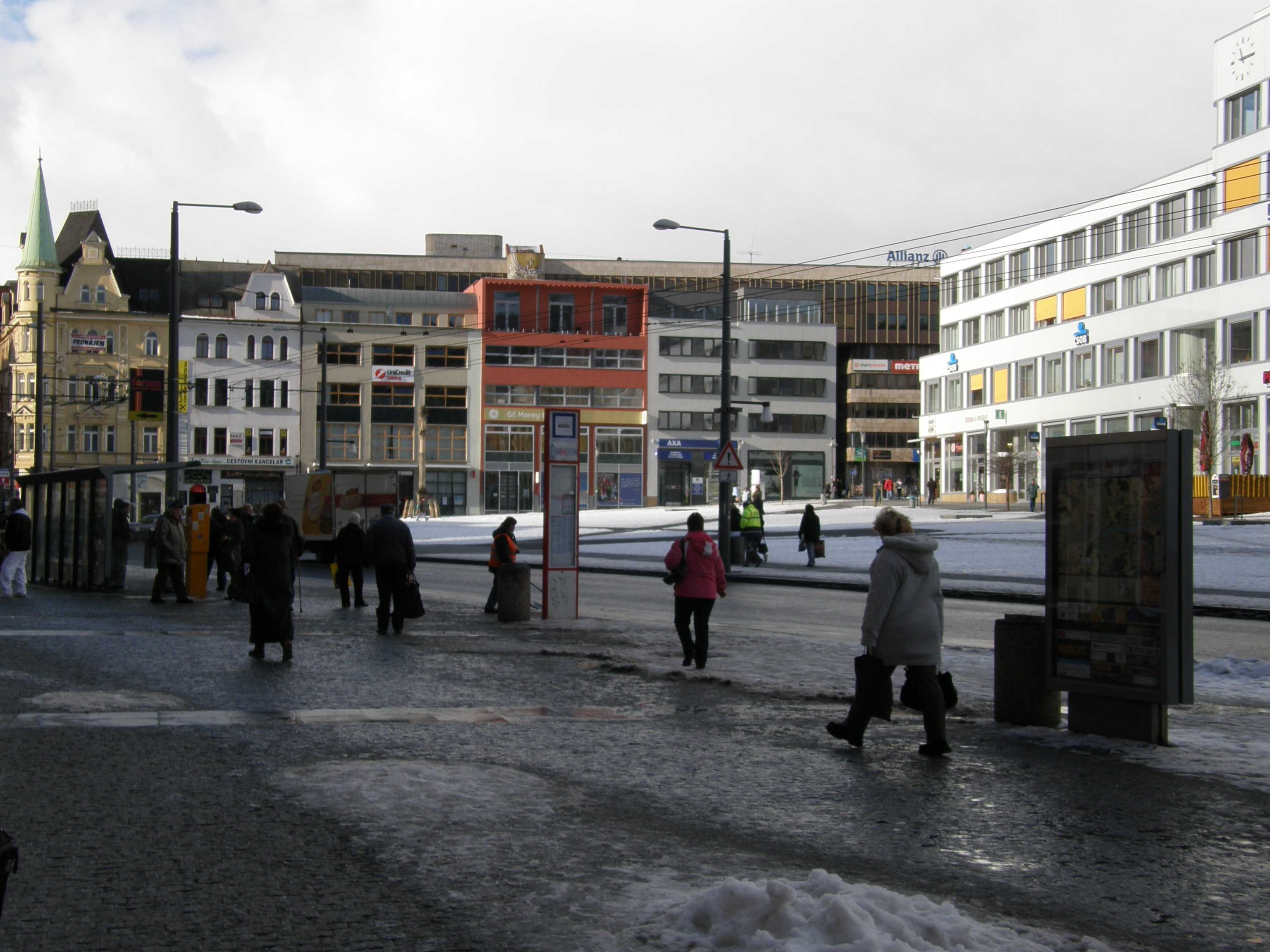
Главная площадь города. Февраль 2010 года.

31 июля 1945 года в пригороде чешского города Усти-над-Лабем произошёл взрыв на складе с боеприпасами, в результате которого погибло 27 человек, десятки были ранены. Взрыв был расценён как диверсионная акция, организованная «Вервольфом».
Сразу после взрыва начались убийства немцев, которых было легко опознать по белым нарукавным повязкам с буквой «N», которые они были обязаны носить в послевоенной Чехословакии.
Убийства совершались в нескольких местах по городу, одновременно начавшись в трёх местах Усти-над-Лабем. На мосту через Лабу выкрикнул что-то провокационное и был толпою скинут в воду немец Георг Шоргубер, при попытке выплыть он был застрелен солдатами. Вскоре после этого, по свидетельствам выживших очевидцев, другие люди, включая женщину с ребёнком в коляске, были сброшены в реку и также застрелены при попытке выплыть. За этим последовали страшная череда изнасилований и убийств по всему городу, совершаемая прямо на улице. Согласно свидетельствам очевидцев, убийства совершались чешской революционной гвардией (парамилицейские формирования), чешскими и советскими солдатами, и группой неопознанных гражданских, которые появились в городе перед событиями. Местные жители пытались помочь жертвам спастись.
Чешские источники говорят о 80—100 жертвах; 24 тела были собраны по городу и сожжены в крематории расположенного неподалёку концентрационного лагеря Терезин, 17 человек (работники завода Шихта, расположенного рядом с мостом) пропали без вести: официально подтверждённые данные о гибели не менее 43 человек. Немецкие историки называют другое число жертв: 220 человек.

## Расследование
На следующий день правительством Чехословакии была создана комиссия во главе с генералом Людвиком Свободой по расследованию происшедшего. Причину взрыва на складе обнаружить не удалось, и немцев обвинили бездоказательно. Пропаганда использовала взрыв в кампании для выселения немцев.

## Память
- 31 июля 2005 года, в годовщину событий 1945 года, в городе официальными лицами в ходе траурного мероприятия была открыта мемориальная доска[4].